# Wiktoryn z Patawii
Wiktoryn z Patawii lub Wiktoryn Ptujski, łac. Victorinus Petavionensis (ur. ok. 230 w Panonii, zm. ok. 304) – biskup Poetovium w Panonii(obecnie: Ptuj), pierwszy egzegeta łaciński, ojciec Kościoła, święty Kościoła katolickiego i prawosławnego.

## Żywot świętego
Wiktoryn Ptujski, z pochodzenia prawdopodobnie Grek, był biskupem Poetovium, w drugiej połowie III wieku. Jako jeden z nielicznych tworzył i zginął śmiercią męczeńską podczas okresu prześladowań chrześcijan za panowania Dioklecjana.
Teologię poznał dzięki dziełom najbardziej znanego ojca Kościoła – Orygenesa. Władał niezbyt dobrą łaciną – zdaniem Hieronima: lepiej znał grecki niż łaciński – ale z uwagi na sposób, styl i język pisania, jego dzieła wydają się być dużo bardziej wartościowe niż w rzeczywistości były, o czym świadczy choćby fakt, iż wielu następców posługiwało się później jego przykładem. Charakterystyczna stała się zwłaszcza tak zwana metoda judeo-chrześcijańska wyjaśniająca za pomocą dwóch, trzech słów, sens całej wypowiedzi autora. Wiktoryn w swoich pismach często wyrażał swoje niezadowolenie wobec szerzącej się herezji w Kościele, był wzorem gorliwego chrześcijanina. Pod koniec życia odbył pielgrzymkę do Jerozolimy, gdzie następnie poświęcił bibliotekę założoną przez biskupa Aleksandra.

## Dzieła
Do naszych czasów zachowało się niewiele wzmianek na temat jego piśmiennictwa. Są jednak one dowodem bogatej twórczości autora. Wiktorynowi przypisuje się tytuł pierwszego egzegety łacińskiego, ze względu na szczególne tłumaczenie Pisma Świętego. Św. Hieronim wspomina jego liczne dzieła: Komentarze do Ksiąg Rodzaju, Wyjścia, Powtórzonego Prawa, Izajasza, Ezechiela, Habakuka, Kapłańskiej, Pieśni nad pieśniami, Apokalipsy. Niestety, w całości zachowało się jedynie ostatnie dzieło.
- In Apocalypsin (Komentarz Apokalipsy) – powstał po 260 r., od początku dwudziestego stulecia znany jest dzięki opracowaniu Hieronima, który w niektórych miejscach zmienił i uzupełnił oryginał. Rękopiśmienny tekst źródłowy w 1916 r. odkrył w watykańskim archiwum Haussleiter (CSEL, 49). Posłużyła się nim następnie francuska Martina Dulaey pisząc w oparciu o Wiktoryna doktorat z historii Apokalipsy św. Jana. Ten ukazał się w zbiorze Sources chrétiennes. W Komentarzu Wiktoryn posługując się alegorycznym stylem obrazowo przedstawia postać Chrystusa jako Głowy Kościoła i przepowiada przyjście Królestwa Bożego na ziemi. Wiktoryn w ten sposób tłumaczy Apokalipsę świętego Jana dowodząc, iż stanowi ona klucz do rozumienia Biblii.
- De fabrica mundi (O stworzeniu świata) – dzieło w którym Wiktoryn ukazuje świat nie jako przypadek (stworzył go przecież Bóg), ale jako konsekwencja fundamentalnego znaczenia liczb, z których najważniejsze miejsce, jego zdaniem zajmują liczby siedem, cztery i sześć. Tekst powstał między 250 a 260 rokiem, przed Komentarzem Apokalipsy.
- Adversum omnes haereses (Przeciw wszystkim herezjom) – został rozpoznany i znajduje się według przeważającej opinii krytyków w dodatku do Tertulianowego De praescriptione haereticorum (rozdz.46-53).

## Nauczanie
Wiktoryn pisał pod wpływem Ewangelii św. Jana, co znalazło znaczne odzwierciedlenie w jego teologii, jak również w pozostałych dziełach powstałych wewnątrz chrześcijańskiej wspólnoty w Petawium. Swoje proroctwa, podkreślające sens i znaczenie bycia prawdziwym chrześcijaninem, kierował w stronę różnych warstw społecznych. Jego doktryna, która jakkolwiek wzięła swój początek ze wschodniej kultury, miała też swoje drugie korzenie w Akwilei. Akwileja jako kulturalne i chrześcijańskie centrum ówczesnej zachodniej Europy wsławiła dzieła Wiktoryna w całych Włoszech, a i dalej, na kontynencie. Niestety proces ten został przerwany Dekretem Gelazjusza (Decretum Gelasianum), w którym Wiktoryna nazwano nieprzydatnym do czytania.

### Eschatologia
Wiktoryn był millenarystą, co odpowiadało doktrynie pierwszych dziesięcioleci chrześcijaństwa. Millenaryzm poznajemy w różnych postaciach, ale Wiktoryn zaczerpnął go za pośrednictwem Ireneusza, przytaczającego Psalmu 90: tysiąc lat w Twoich oczach jest jak wczorajszy dzień który minął albo straż nocna. Cała historia według niego miała być symbolem siedmiu tysiącleci, w którym ostatnie jako symbol prawdziwego Szabatu należeć będzie do Chrystusa-Króla, władającego na ziemi oraz jego wybranych. Konsekwencją tego stanie się Sąd Ostateczny, pełen sprawiedliwości i prawdy Bożej.

## Dzień obchodów
Wspomnienie liturgiczne w Kościele katolickim obchodzone jest 2 listopada. Data ta prawdopodobnie nawiązuje do translacji relikwii do Rzymu.
W Austrii, w diecezji Graz-Seckau, wspomina się świętego 3 listopada.
Kult w prawosławiu nie jest tak rozpowszechniony. Jego wyznawcy wspominają świętego 2 listopada według liturgii kalendarza juliańskiego, tj. 15 listopada według obowiązującego kalendarza gregoriańskiego.

## Ikonografia
W ikonografii przedstawiany jest w ornacie biskupa z mieczem i gałązką palmy w ręku.